# Aspicolpus grandior
Aspicolpus grandior är en stekelart som beskrevs av Charles Thomas Brues 1926. Aspicolpus grandior ingår i släktet Aspicolpus och familjen bracksteklar. Inga underarter finns listade.